# Hervormde kerk (Hemmen)
De Hervormde kerk is een kerkgebouw in het Nederlandse dorp Hemmen, provincie Gelderland. De kerk wordt gebruikt door de Hervormde Gemeente Hemmen en is in eigendom van de Stichting Het Hemmensche Fonds van Lijnden van Hogendorp.

## Geschiedenis
In de 12e en 13e eeuw behoorde Hemmen waarschijnlijk tot de parochie Dodewaard. Uit een testament blijkt dat er toen sprake zou zijn van een aan Maria gewijde kapel. Mogelijk zijn delen van die kapel opgenomen in de huidige kerk.
In 1395 wordt in een document van de Utrechtse Domkerk melding gemaakt van een kerk in Hemmen. Een document uit 1513 maakt duidelijk dat de kerk was opgedragen aan Sint Maarten.
De eerste predikant was Rutgers à Rheenen, die in 1611 werd geïnstalleerd.
In december 1740 vond er een watersnood plaats in Hemmen, en de kerk diende als toevluchtsoord voor inwoners en vee. Na deze gebeurtenis werd de kerk hersteld, waarbij de vensters werden vergroot, het koor een nieuwe houten zoldering kreeg en de triomfboog werd vervangen door houten balken.
In de jaren 1932-1933 vond een restauratie plaats. Deze werd echter dermate grondig uitgevoerd – zo werd het muurwerk binnen en buiten geheel afgehakt -  dat het vrijwel onmogelijk was geworden om verder onderzoek te doen naar de ouderdom van het gebouw. Tevens werden de kappen vernieuwd en kwam er een aanbouw aan de noordzijde van het koor.
De kerk was sterk verbonden met het geslacht Van Lynden, dat beschikte over de heerlijkheid Hemmen. Zij hadden tot 1922 ook het collatierecht en konden dus eeuwenlang de predikant en de koster bepalen. De laatste heer van Lynden, Frans Godard van Lynden van Hemmen, stelde in 1922 een testament op waarin hij bepaalde dat na zijn dood zijn goederen beheerd zouden worden door drie stichtingen, met Het Lijndensche Fonds voor Kerk en Zending als moederstichting. Toen hij in 1931 overleed, kwam de kerk dan ook in eigendom van dit fonds en van de Stichting Het Hemmensche Fonds van Lijnden van Hogendorp. Frans Godard van Lynden van Hemmen was de laatste telg uit het geslacht die werd bijgezet in de grafkelder van de kerk.

## Beschrijving
Het kerkgebouw betreft een eenbeukig schip met een langgerekt koor. Het schip dateert mogelijk uit de 12e of 13e eeuw en zou resten van de voorafgaande kapel kunnen bevatten.
Het koor is vermoedelijk in de 15e eeuw opgetrokken. Tegen de zuidzijde van het koor bevindt zich de grafkelder van de familie Van Lynden.
De toren wordt gedateerd op eind 18e / begin 19e eeuw en bestaat uit twee delen, afgedekt met een achtzijdige naaldspits. In de toren is een mechanisch smeedijzeren uurwerk uit de 17e eeuw.
In de kerk zijn gebrandschilderde ramen uit 1938 van Femina Schilt-Geesink.
Buiten de kerk is een rode zandstenen sarcofaag te vinden, vermoedelijk uit de 12e eeuw. Deze sarcofaag is in 1839 bij graafwerkzaamheden op het kerkhof gevonden.
De orgelkast dateert uit 1725. Het orgel zelf is diverse malen verbouwd en gerestaureerd, waardoor van het oorspronkelijke orgel weinig is overgebleven. In 1972 werd het orgel vernieuwd.